# Singapur en los Juegos Paralímpicos de Pekín 2008
Singapur estuvo representado en los Juegos Paralímpicos de Pekín 2008 por seis deportistas, cuatro mujeres y dos hombres.

## Medallistas
El equipo paralímpico singapurense obtuvo las siguientes medallas:
| Nombre        | Deporte  | Evento                                        |
| ------------- | -------- | --------------------------------------------- |
| Oro           |          |                                               |
| Yip Pin Xiu   | Natación | 50 m espalda S3 femenino                      |
| Plata         |          |                                               |
| Yip Pin Xiu   | Natación | 50 m libre S3 femenino                        |
| Bronce        |          |                                               |
| Laurentia Tan | Hípica   | Doma individual grado «Ia» mixto              |
| Laurentia Tan | Hípica   | Doma individual estilo libre grado «Ia» mixto |